# 伊尔泽·利耶帕
伊尔泽·馬里索芙娜·利耶帕（羅馬化：Ilze Marisovna Liyepa；1963年11月22日—），俄羅斯的芭雷舞者與演員，其父馬里斯·利耶帕和其兄安德里斯·利耶帕也是芭蕾舞者。她於1981年成為莫斯科大劇院舞者，除舞蹈與戲劇演出外還曾參演班比的童年、萊蒙托夫、平行之聲等電影，先後獲頒俄羅斯聯邦功勳藝術家（1996年）、俄羅斯聯邦人民藝術家（2002年）、俄羅斯聯邦國家獎（2003年）與金面具獎（2003年）等獎項。
利耶帕於2000年獲立陶宛國籍，因而持有俄羅斯與立陶宛的雙重國籍。2024年她因公開支持俄羅斯入侵烏克蘭而遭立陶宛撤銷國籍。